# Weniamin Pawlowitsch Tschebotajew

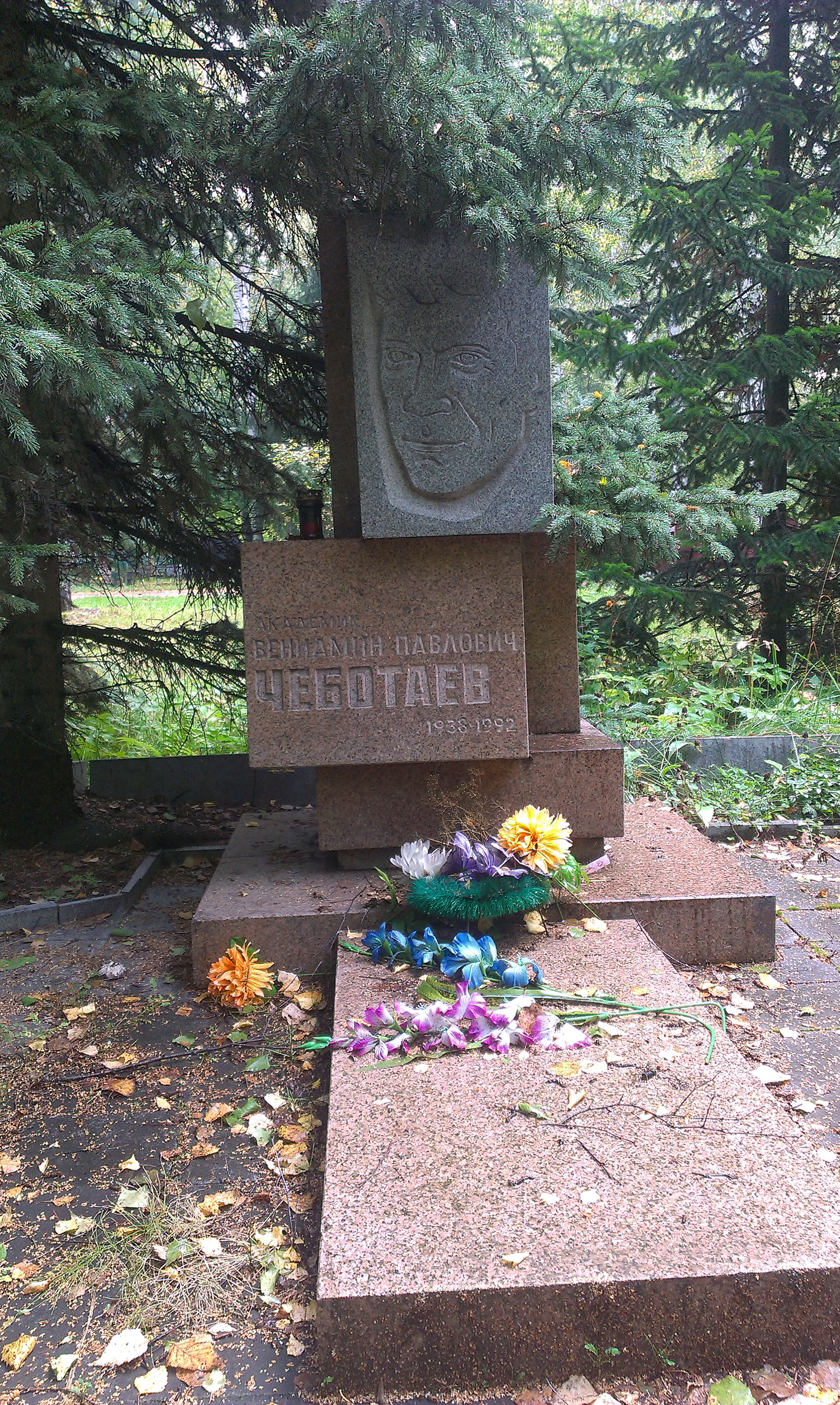
Grab von Weniamin Pawlowitsch Tschebotajew in Nowosibirsk

Weniamin Pawlowitsch Tschebotajew (russisch Вениамин Павлович Чеботаев, englische Transkription Veniamin Pavlovich Chebotayev oder Chebotaev; * 27. August 1938 in Kuibyschew; † 1. September 1992 in Tucson, Arizona) war ein sowjetischer/russischer Physiker, der sich mit Laserspektroskopie befasste.

## Leben
Die Familie zog im Zweiten Weltkrieg nach Nowosibirsk. Er studierte dort und wurde Professor an der Staatlichen Universität Nowosibirsk. Dort befasste er sich in den frühen 1960er Jahren mit Gaslasern.
Er war insbesondere bekannt für seine Arbeit über Frequenzstabilisierung von Gaslasern mit sättigbaren Absorbern, Verfahren der Sättigungsspektroskopie wie nichtlineare Ramsey Resonanzen und Zwei-Photonen-Absorption. Eine grundlegende Arbeit, in der er dopplerfreie Zweiphotonenabsorption vorhersagte, veröffentlichte er schon 1970, sie blieb aber lange im Westen unbeachtet. 1974 bestätigten dann drei Arbeitsgruppen im Westen unabhängig voneinander den Effekt.
Das Einbringen einer Gaszelle mit niedrigem Druck in den Laserresonator mit Resonanzabsorption der Laserstrahlung (mit Erzeugung eines inversen Lamb-Dip) wurde unabhängig durch Tschebotajew in Nowosibirsk, Wladilen Stepanowitsch Letochow in Moskau und Michael Skolnick bei Perkin-Elmer 1967/68 eingeführt. 1969 schlug Tschebotajew mit Letochow die Methode der Sättigungs-Absorptions-Spektroskopie vor.
1984 erhielt er den Charles Hard Townes Award. 1978 erhielt er den Leninpreis.
1981 wurde er korrespondierendes und 1992 volles Mitglied der Russischen Akademie der Wissenschaften.
Er starb an einem Herzanfall, als er zu einem Vortrag an der University of Arizona in Tucson war. Zum Zeitpunkt seines Todes war er mit einer Humboldt-Professur in München und für ein halbes Jahr Gastprofessor an der Yale University bei William R. Bennett (bei dem er schon 1966 als Austauschwissenschaftler in Yale gewesen war).

## Schriften
- V. P. Chebotaev, Vladilen S. Letokhov Nonlinear Laser Spectroscopy, Springer Series in Optical Sciences 4, Springer Verlag 1977 (russisches Original Nauka, Moskau 1975)
- Chebotaev: Superhigh resolution spectroscopy, in M. Bass, M. Stitch Laser Handbook, Band 5, North Holland 1985
- Chebotayev, Beterov: Three level gas systems and their interaction with radiation, Oxford, Pergamon Press 1973